# Красивий бізнес
«Красивий бізнес» (англ. I Feel Good) — французька драмедійна стрічка 2018 року про немолодого чоловіка, який все своє життя одержимий мрією розбагатіти. Цього разу він спробує трохи заробити на пластичній хірургії.

## Сюжет
Чоловік на ім'я Жак йде вулицею в халаті. Він зустрічає свою сестру Монік. Жак просить притулок на кілька днів. Як виявилось, халат він взяв у готелі з якого втік, не заплативши рахунок. Герой знімав номер, щоб надавати сексуальні послуги немолодим жінкам. Чоловік розповідає сестрі про нову ідею. Він зустрів свого однокласника Путрана який переніс багато пластичних операцій, а тепер в нього успішна робота та красуня-дружина, хоча в школі його весь час дражнили. Операції не були дорогими, бо робив їх в Болгарії. Тепер Жак планує організовувати такі поїздки для клієнтів.
Після рекламної кампанії з'являються перші клієнти. Монік вважає брата хворим, тому відводить до лікаря. Зустріч не відбулась. Жак швиденько організовує першу поїздку. Несподівано всі клієнти відмовляються від операцій, бо гроші поступили від Монік: вона продала цінності, щоб брат не розчаровувася. Він поспішає до сестри, щоб вибачитись, але потрапляє в аварію. Після операції він відмовляється від своїх ідей, а йде працювати до сестри — допомагати людям.

## У ролях
| Актор          | Роль       |
| -------------- | ---------- |
| Жан Дюжарден   | Жак Пора   |
| Йоланда Моро   | Монік Пора |
| Жан-Бенуа Юге  | Вінсент    |
| Джо Даан       | Ману       |
| Яна Біттнерова | Беатріс    |
| Ельза Фуко     | Корін      |
| Маріус Бертрам | Маріо      |

## Створення фільму

### Виробництво
Зйомки фільму проходили в Франції, Болгарії, Румунії.

### Знімальна група
- Кінорежисери — Бенуа Делепін, Гюстав Керверн
- Сценаристи — Бенуа Делепін, Гюстав Керверн
- Кінопродюсери — Бенуа Делепін, Гюстав Керверн, Марк Дюжарден
- Композитор — Motivés
- Кінооператор — Г'ю Пулен
- Кіномонтаж — Стефан Емаджян
- Художник-постановник — Madphil
- Художник-декоратор — Агнес Ноден[3]

## Сприйняття

### Критика
Рейтинг фільму на сайті Internet Movie Database — 6,2/10 (378 голосів).

### Номінації та нагороди
| Нагороди та номінації фільму «Красивий бізнес» | Нагороди та номінації фільму «Красивий бізнес» | Нагороди та номінації фільму «Красивий бізнес» | Нагороди та номінації фільму «Красивий бізнес» | Нагороди та номінації фільму «Красивий бізнес» | Нагороди та номінації фільму «Красивий бізнес» |
| Рік                                            | Кінофестиваль/кінопремія                       | Категорія/нагорода                             | Номінант                                       | Результат                                      |                                                |
| ---------------------------------------------- | ---------------------------------------------- | ---------------------------------------------- | ---------------------------------------------- | ---------------------------------------------- | ---------------------------------------------- |
| 2018                                           | Міжнародний кінофестиваль у Локарно            | Премія Variety                                 | Бенуа Делепін, Гюстав Керверн                  | Номінація                                      |                                                |
| 2018                                           | Монреальский фестиваль нового кіно             | Вибір глядачів                                 | Бенуа Делепін, Гюстав Керверн                  | Номінація                                      |                                                |
| 2019                                           | Премія «Магрітт»                               | Найкраща акторка                               | Йоланда Моро                                   | Номінація                                      |                                                |
| 2019                                           | Кришталевий глобус                             | Найкращий комедійний актор                     | Жан Дюжарден                                   | Номінація                                      |                                                |